# لونچین
لونچین (به لاتین: Leoncin) یک روستا در لهستان است که در گمینا لونچین واقع شده‌است.